# Coniston (East Riding of Yorkshire)
Coniston – wieś w Anglii, w hrabstwie East Riding of Yorkshire. Leży 9 km na północny wschód od miasta Hull i 255 km na północ od Londynu. W 2001 miejscowość liczyła 266 mieszkańców.